# Kōsuke Ikeda
Kōsuke Ikeda (jp. 池田 弘佑 Ikeda Kōsuke; * 21. April 1995 in Hyōgo) ist ein japanischer Sprinter, der sich auf den 400-Meter-Lauf spezialisiert.

## Sportliche Laufbahn
Erste internationale Erfahrungen sammelte Kōsuke Ikeda bei den World Athletics Relays 2021 im polnischen Chorzów, bei denen er trotz neuen Landesrekordes von 3:18,76 min im Vorlauf in der Mixed-4-mal-400-Meter-Staffel ausschied.

## Persönliche Bestzeiten
- 200 Meter: 21,48 s (+1,6 m/s), 18. Mai 2019 in Okayama
- 400 Meter: 46,53 s, 19. Oktober 2019 in Niigata